# Ochromonas
Ochromonas ist eine im Süßwasser, seltener auch im Meerwasser vorkommende Gattung der Goldbraunen Algen (Chrysophyceae). Sie besteht aus rund 80 Arten.

## Merkmale
Die Vertreter sind Einzeller ohne Zellwand und tragen zwei ungleich lange Geißeln. 
Der Zellkern liegt in der Zellmitte, die ein oder zwei goldbraunen Plastiden sind wandständig. Am Vorderende befinden sich ein oder zwei kontraktile Vakuolen. Die Zellen besitzen einen Augenfleck am Plastiden. Beim Schwimmen ist die lange Geißel nach vorne gestreckt, die kurze Geißel reicht nach hinten und liegt über dem Augenfleck der Oberfläche an. Die Zellen sind auch zu amöboiden Bewegungen fähig. 
Die ungeschlechtliche Fortpflanzung erfolgt durch einfache Längsteilung. Vor der Teilung werden zwei weitere Geißeln gebildet und an die beiden Tochterzellen aufgeteilt. Die geschlechtliche Fortpflanzung erfolgt durch Isogamie: nach der Verschmelzung von zwei begeißelten Gameten bildet sich eine Dauerzelle mit verkieselter Wand (Stomatocysten).

## Vorkommen
Die Vertreter der Gattung treten vorwiegend in der kühlen Jahreszeit auf, im Frühling und Herbst. Sie besiedeln leicht saure, oligotrophe bis leicht mesotrophe Gewässer. Sie leben im Plankton stehender Gewässer, besiedeln aber auch Schnee.